# Viola adunca
Viola adunca là một loài thực vật có hoa trong họ Hoa tím. Loài này được SJames Edward Smith miêu tả khoa học đầu tiên năm 1817.

## Hình ảnh

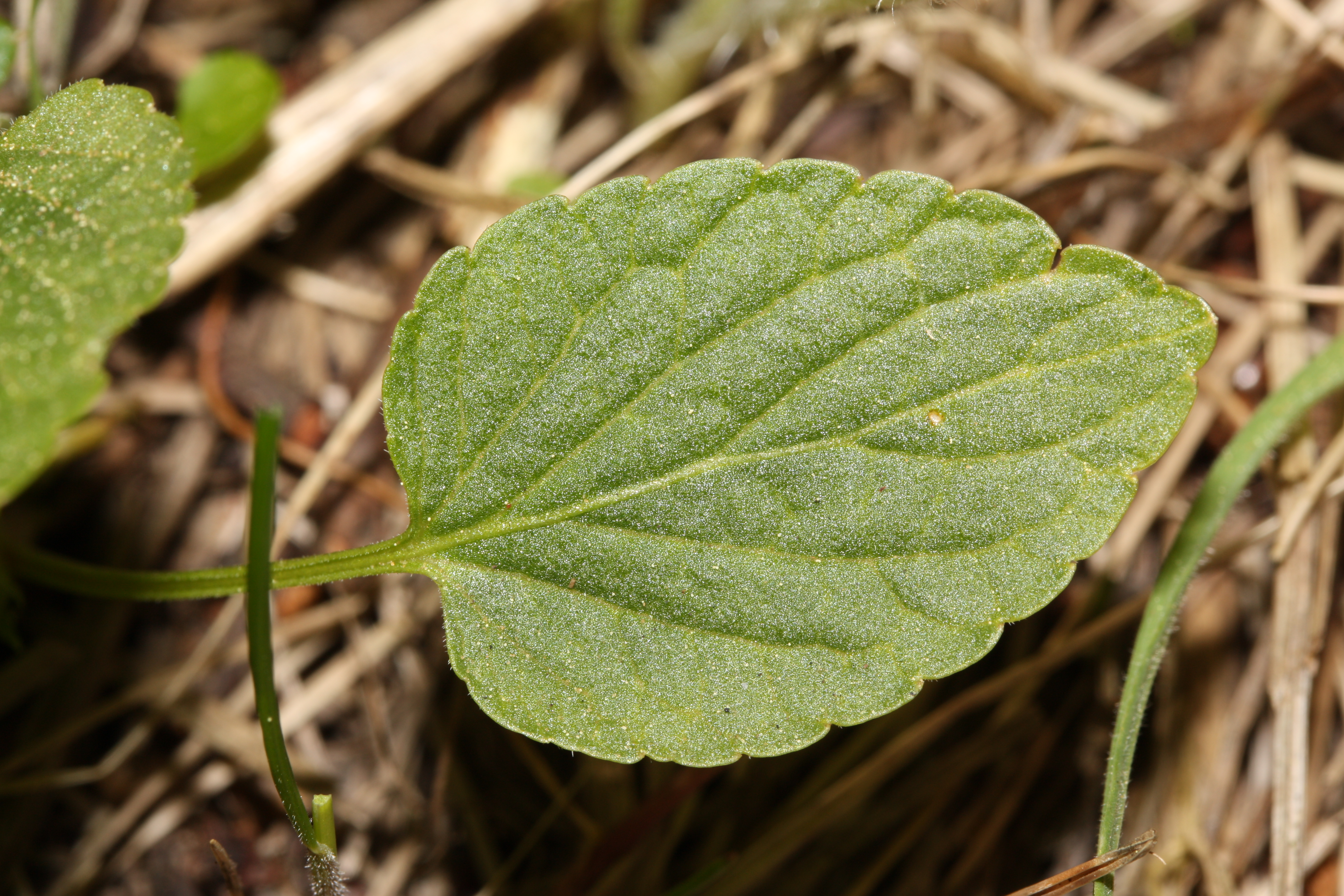
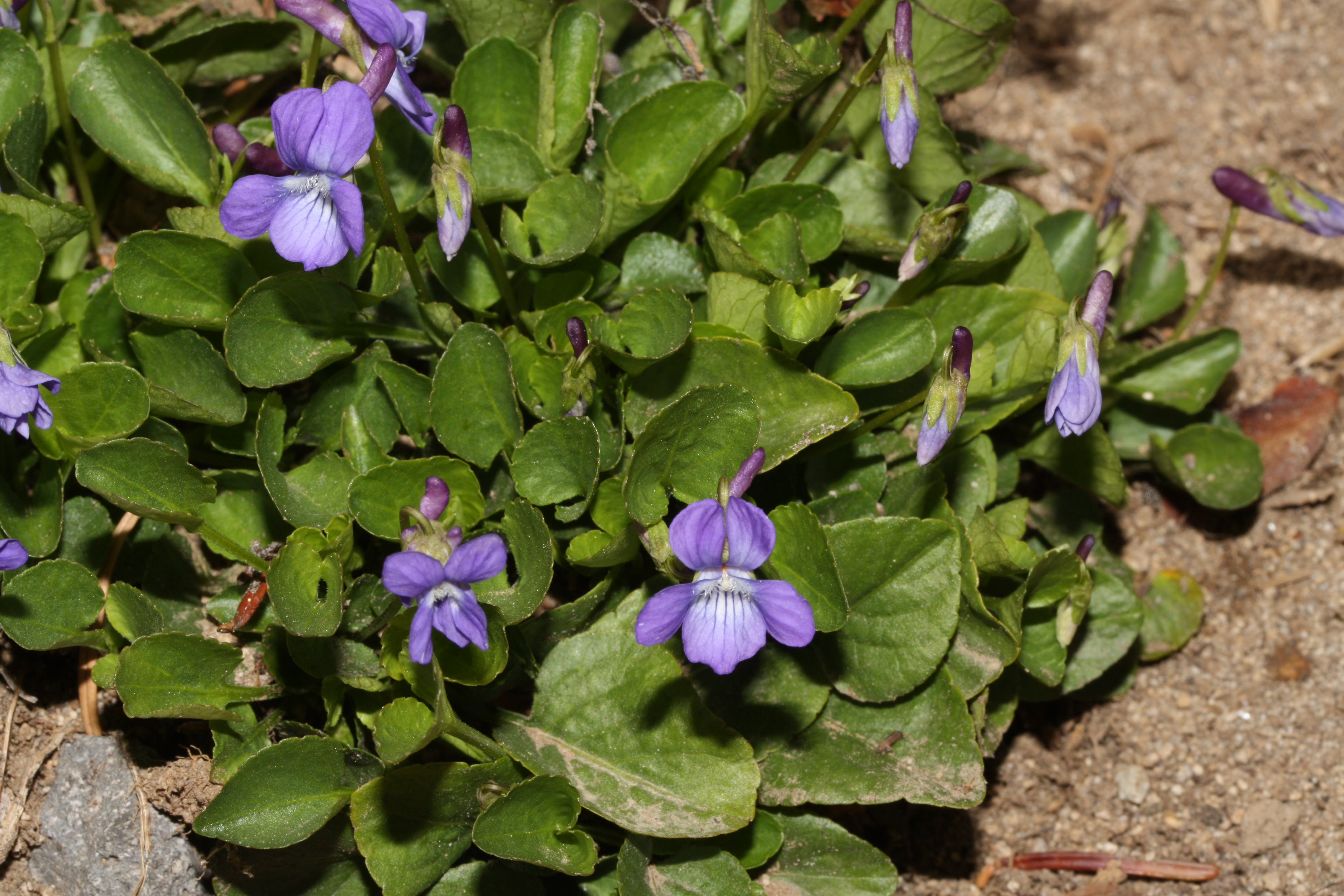
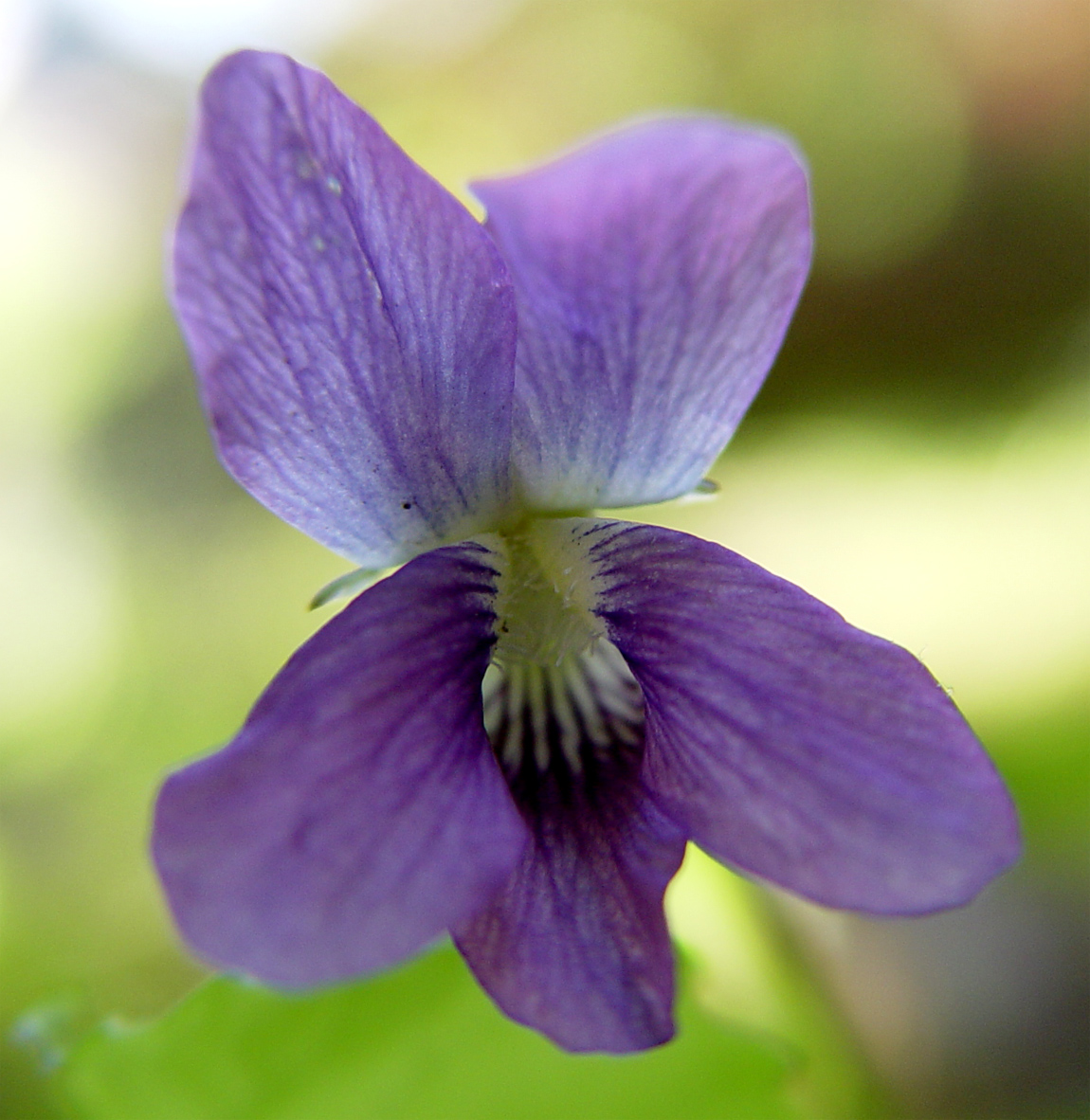
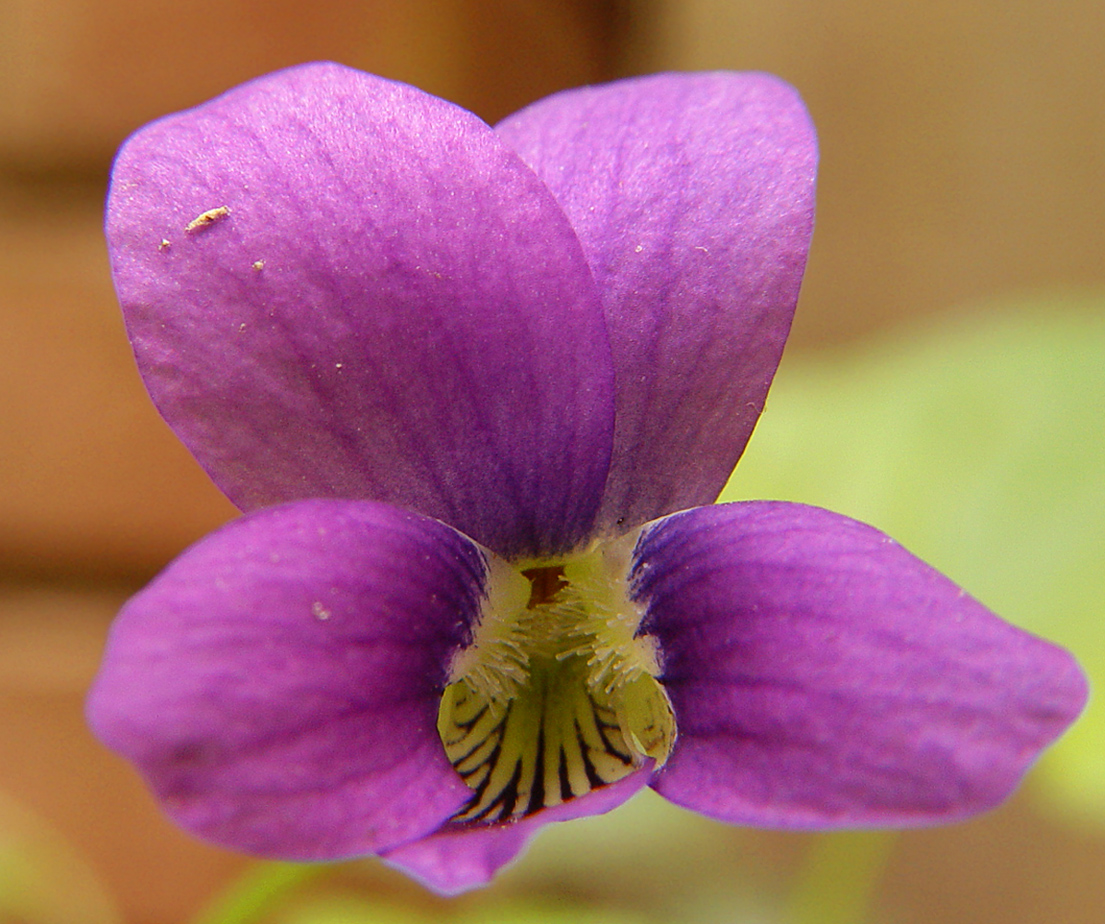